# Torino–Genova-vasútvonal
A Torino–Genova-vasútvonal egy normál nyomtávolságú, 3 kV egyenárammal villamosított 169 km hosszú vasútvonal Olaszországban Torino és Genova között.
A vasútvonalat a Szárd-Piemonti Királyság kormánya építtette és finanszírozta . Az építkezés 1845 és  1853 között zajlott.  Az Appennineken való átjutás érdekében megépítették a  Galleria dei Giovi alagutat, amely 3259 méter hosszú, és egy darabig a világ leghosszabb alagútja volt.
Ma  a vonalon a  Trenitalia vonatai közlekednek